# Schlößchen (Ennepetal)

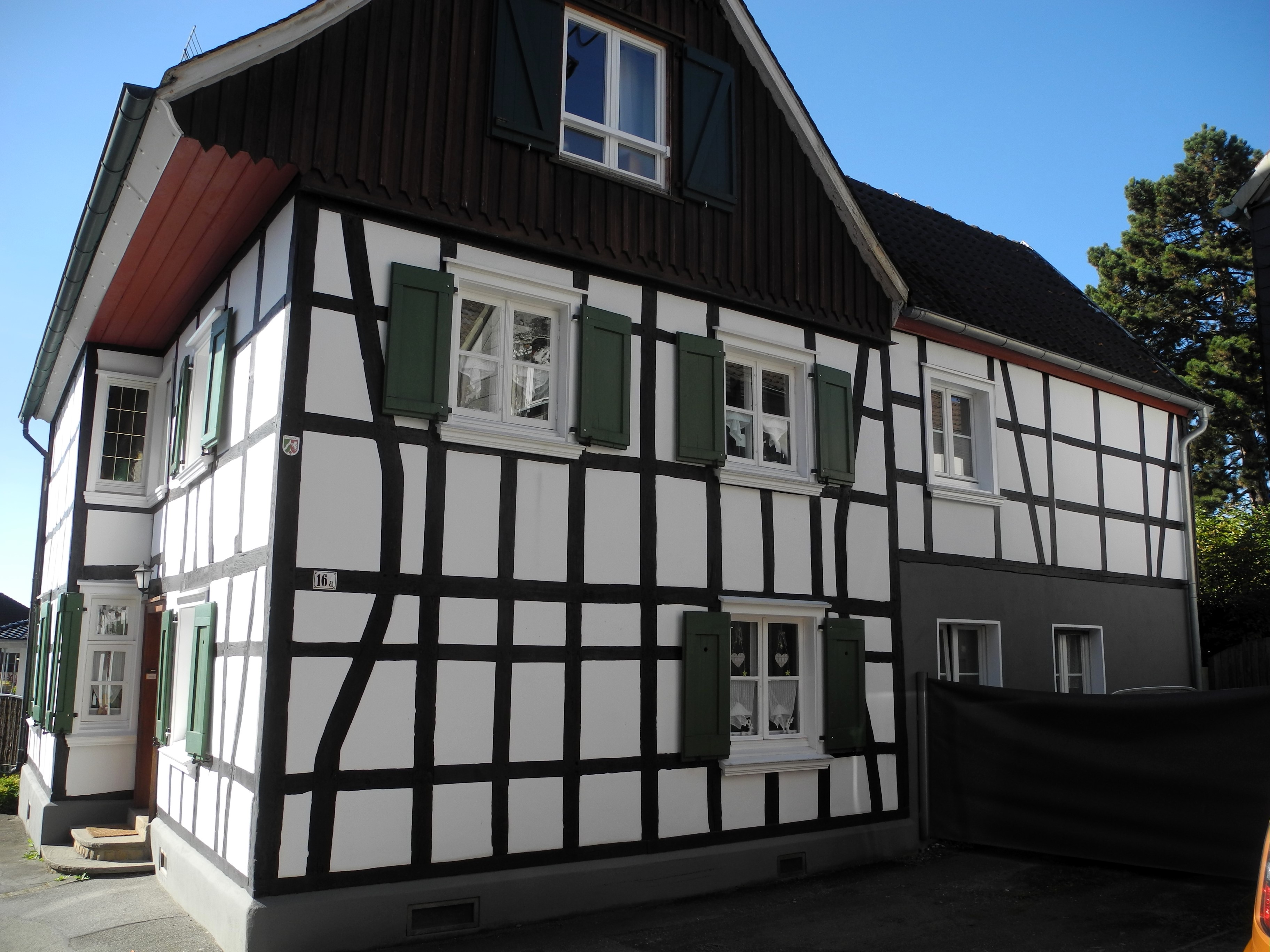
Das Schlößchen genannte Fachwerkhaus Lindenstraße 16a

Das im Volksmund sogenannte Schlößchen, postalische Anschrift Lindenstraße 16a, ist denkmalgeschütztes Fachwerkhaus im Ennepetaler Ortsteil Voerde.

## Beschreibung
Das Wohnhaus besitzt erhaltene Holzsprossenfenster mit Schlagläden in bergisch-grün und liegt abseits der Straßenflucht der Lindenstraße in dritter Reihe zur Straße Am Regensberg hin, zu der am Haus vorbei ein Fußweg führt. Die Fassade zur Lindenstraße hin besitzt ein regelmäßiges, schön ausgeprägtes Gefache. Im Giebel, der mit Holzbrettern verschalt ist, ist eine Ladeluke eingelassen. An der Traufseite befindet sich am Fußweg der Hauseingang, auf der anderen Seite ergänzt ein in Fachwerk ausgeführter Anbau das Gebäude.